# Drag Race (franquia)
RuPaul’s Drag Race, e variantes da Drag Race, é uma franquia de competição de drag queen de televisão criada pelo ícone drag americano RuPaul e a produtora World of Wonder. Ele se originou nos Estados Unidos em 2009, onde foi idealizado para substituir Rick & Steve (2007-2009), e foi adaptado em vários países. O objetivo do show é encontrar o próximo "Drag Superstar", com os vencedores ocupando os traços de "carisma", "singularidade", "coragem" e "talento". RuPaul afirmou que o show busca um artista que possa se destacar dos demais. A Drag Race de RuPaul é creditada por tornar o drag "mainstream". 
RuPaul's Drag Race já produziu doze temporadas até o momento (até 2020) e inspirou várias séries spin-off, incluindo RuPaul's Drag U, RuPaul's Drag Race: All Stars e RuPaul's Secret Celebrity Drag Race. Além disso, três DragCons foram criados: RuPaul's DragCon LA, RuPaul's DragCon NYC e RuPaul's DragCon UK. A Drag Race de RuPaul Live! show de variedades em Las Vegas foi estabelecido em 2020 com um especial de televisão correspondente.

## Drag Race ao Redor do Mundo
Houve um total de 48 vencedores da Drag Race em todo o mundo.
     Franquia atualmente sendo exibida
     Franquia renovada para nova temporada
     Franquia em desenvolvimento
     Franquia com status desconhecido
     Franquia cancelada durante o desenvolvimento
     Franquia não está mais em produção
| País/Região               | Nome                                     | Emissora                                | Estreia                                     | Jurados | Temporadas | Ref.  |
| ------------------------- | ---------------------------------------- | --------------------------------------- | ------------------------------------------- | --- | --- | ----- |
| Austrália · Nova Zelândia | RuPaul's Drag Race Down Under            | Stan TVNZ 2 TVNZ+                       | 1 de maio de 2021                           | - RuPaul - Michelle Visage - Rhys Nicholson | - Temporada 1, 2021: Kita Mean - Temporada 2, 2022: Spankie Jackzon - Temporada 3, 2023: Isis Avis Loren - Temporada 4, 2024: TBA | [ 1 ] |
| Canadá                    | Canada's Drag Race                       | Crave                                   | 2 de julho de 2020                          | Atual - Brooke Lynn Hytes - Amanda Brugel (2-) - Brad Goreski (2-) - Traci Melchor (2-) Antigo - Jeffrey Bowyer-Chapman (1) - Stacey McKenzie (1)                      | - Temporada 1, 2020: Priyanka - Temporada 2, 2021: Icesis Couture - Temporada 3, 2022: Gisèle Lullaby - Temporada 4, 2023: Venus - Temporada 5, 2024: TBA | [ 2 ] |
| Brasil                    | Drag Race Brasil                         | MTV Paramount+                          | 30 de agosto de 2023                        | Grag Queen Bruna Braga Dudu Bertholini | - Temporada 1, 2023: Organzza | [ 3 ] |
| Chile                     | The Switch Drag Race                     | Mega                                    | 8 de outubro de 2015                        | - Íngrid Cruz - Nicole Gaultier - Juan Pablo González (1) - Sebastián Errázuriz (1) - Oscar Mediavilla (2)                                                             | - Temporada 1, 2016: Luz Violeta - Temporada 2, 2018: Miss Leona Winter |       |
| Espanha                   | Drag Race España                         | ATRESplayer Premium                     | 30 de Maio de 2021                          | - Supremme de Luxe - Ana Locking - Javier Ambrossi - Javier Calvo | - Temporada 1, 2021: Carmen Farala - Temporada 2, 2022: Sharonne Temporada 3, 2023: Pitita Queen Temporada 4, 2024: TBA | [ 4 ] |
| Estados Unidos            | RuPaul's Drag Race                       | Logo TV (1-8) VH1 (9-14) MTV (15-)      | 23 de março de 2009                         | Atual - RuPaul - Michelle Visage (3-) - Carson Kressley (7-) - Ross Mathews (7-) - TS Madison (15-) Antigo - Merle Ginsburg (1-2) - Santino Rice (1-6) - Billy B (3-4) | - Temporada 1, 2009: Bebe Zahara Benet - Temporada 2, 2010: Tyra Sanchez - Temporada 3, 2011: Raja - Temporada 4, 2012: Sharon Needles - Temporada 5, 2013: Jinkx Monsoon - Temporada 6, 2014: Bianca Del Rio - Temporada 7, 2015: Violet Chachki - Temporada 8, 2016: Bob The Drag Queen - Temporada 9, 2017: Sasha Velour - Temporada 10, 2018: Aquaria - Temporada 11, 2019: Yvie Oddly - Temporada 12, 2020: Jaida Essence Hall - Temporada 13, 2021: Symone - Temporada 14, 2022: Willow Pill - Temporada 15, 2023: Sasha Colby - Temporada 16, 2024: Nymphia Wind |       |
| Estados Unidos            | RuPaul's Drag U                          | Logo TV                                 | 19 de julho de 2010                         | - Lady Bunny - Frank Gatson Jr. (series 1) | - Temporada 1, 2010: Vários - Temporada 2, 2011: Vários - Temporada 3, 2012: Vários |       |
| Estados Unidos            | RuPaul's Drag Race: All Stars            | Logo TV (1-2) VH1 (3-5) Paramount+ (6-) | 22 de outubro de 2012                       | Atual - RuPaul - Michelle Visage - Carson Kressley (2-) - Ross Mathews (3-) Antigo - Santino Rice (1) - Todrick Hall (2)                                               | - Temporada 1, 2012: Chad Michaels - Temporada 2, 2016: Alaska - Temporada 3, 2018: Trixie Mattel - Temporada 4, 2018-2019: Monét X Change & Trinity The Tuck - Temporada 5, 2020: Shea Couleé - Temporada 6, 2021: Kylie Sonique Love - Temporada 7, 2022: Jinkx Monsoon - Temporada 8, 2023: Jimbo - Temporada 9, 2024: Angeria Paris VanMichaels |       |
| Estados Unidos            | RuPaul's Secret Celebrity Drag Race      | VH1                                     | 24 de abril de 2020                         | - RuPaul - Michelle Visage - Carson Kressley - Ross Mathews | - Temporada 1, 2020: Vários - Temporada 2, 2022: Poppy Love |       |
| Estados Unidos            | RuPaul's Drag Race Holi-slay Spectacular | VH1                                     | 7 de dezembro de 2018                       | - RuPaul - Michelle Visage - Carson Kressley - Ross Mathews | - Temporada 1, 2018: Vários |       |
| França                    | Drag Race France                         | France.tv Slash                         | 23 de Fevereiro de 2023                     | - Nicky Doll - Daphné Bürki - Kiddy Smile | - Temporada 1, 2022: Paloma - Temporada 2, 2023: Keiona - Temporada 3, 2024: Le Filip |       |
| México                    | Drag Race México                         | Paramount+                              | Junio 2023                                  | - Valentina - Lolita Banana - Óscar Madrazo - Taiga Brava | - Temporada 1, 2023: Cristian Peralta - Temporada 2, 2024: Leexa Fox |       |
| Filipinas                 | Drag Race Philippines                    | Discovery+ HBO Go                       | •17 de agosto de 2022 •02 de agosto de 2023 | - Paolo Ballesteros - Jiggly caliente - KaladKaren - Bj Pascual - Jon Santos (2-) - Rajo Laurel (2-)                                                                   | - Temporada 1, 2022: Precious Paula Nicole - Temporada 2, 2023: Captivating Kat-Kat - Temporada 3, 2024: Maxie |       |
| Itália                    | Drag Race Italia                         | Discovery+                              | 18 de Novembro de 2021                      | - Tommaso Zorzi - Priscilla - Chiara Francini | - Temporada 1, 2021: Elektra Bionic - Temporada 2, 2022: La Diamond - Temporada 3, 2023: Lina Galore | [ 5 ] |
| Países Baixos             | Drag Race Holland                        | Videoland                               | 18 de setembro de 2020                      | - Fred van Leer - Nikkie Plessen - Claes Iversen - Roxanne Hazes | - Temporada 1, 2020: Envy Peru - Temporada 2, 2021: Vanessa Van Cartier | [ 6 ] |
| Reino Unido               | RuPaul's Drag Race UK                    | BBC Three                               | 3 de outubro de 2019                        | - RuPaul - Michelle Visage - Alan Carr - Graham Norton | - Temporada 1, 2019: The Vivienne - Temporada 2, 2021: Lawrence Chaney - Temporada 3, 2021: Krystal Versace - Temporada 4, 2022: Danny Beard - Temporada 5, 2023: Ginger Johnson - Temporada 6. 2024: TBA | [ 7 ] |
| Tailândia                 | Drag Race Thailand                       | LINE TV                                 | 15 de fevereiro de 2018                     | - Art Arya - Pangina Heals | - Temporada 1, 2018: Natalia Pliacam - Temporada 2, 2019: Angele Anang - Temporada 3, 2024: TBA | [ 8 ] |
| Reino Unido · Terra       | RuPaul's Drag Race: UK vs the World      | BBC Three                               | 1 de fevereiro de 2022                      | - RuPaul - Michelle Visage - Alan Carr - Graham Norton | - Temporada 1, 2022: Blu Hydrangea - Temporada 2, 2024: Tia Kofi |       |
| Canadá Terra              | Canada's Drag Race: Canada vs The World  | Crave                                   | 18 de Novembro de 2022                      | Broke Lynn Hytes Brad Goresky Traci Melchor Sarain Fox | - Temporada 1, 2022: Ra'jah O'hara - Temporada 2, 2024: Lemon |       |
| Terra                     | RuPaul's Drag Race: Global All Stars     | Paramount+                              | 16 de Agosto de 2024                        | RuPaul Michelle Visage Jamal Sims | Temporada 1, 2024: Alyssa Edwards |       |